# Paul Motian
Paul Stephen Motian (Providence, 25 de março de 1931 – Nova York, 22 de novembro de 2011) foi um baterista e compositor estadunidense de jazz.
Ainda que desde muito pequeno já escutasse música e aprendesse a tocar a guitarra e a bateria, não se iniciou profissionalmente até 1954, quando se licenciou do serviço militar e se instalou em Nova York. Gravou e tocou com músicos como George Russell (1956), Tony Scott, Oscar Pettiford (1957), Lennie Tristano, Ao Cohn, Zoot Sims (1958), e realizou excursões ao estilo jam session, com Thelonious Monk, Coleman Hawkins e outros. Em 1959, incorporou-se ao trio de Bill Evans, junto com Scott Lafaro (substituído depois de sua morte, em 1961, por Chuck Israels), com os quais permaneceu seis anos e a partir do que se consolidou como um das baterias mais influentes da cena nova-iorquina dos anos 1960.
Trabalhou também com um grande número de músicos de free jazz e pós bop, entre os quais se destacam Paul Bley, Martial Solal, Gary Peacock, Albert Ayler, Pharoah Sanders e Dom Cherry. Depois, em 1968, integrou outro trio famoso, junto a Keith Jarret e Charlie Haden, com o qual permaneceu até 1977, gravando numerosos discos. Também realizou gravações como líder de banda, com seu próprio trio e, a partir de 1981, em quinteto, com Joe Lovano e Bill Frisell. Também esteve nas diversas edições da Liberation Music Orchestra de Haden, e com Carla Bley.

## Discografia como líder
- Conception Vessel (ECM, 1972)
- Tribute (ECM, 1974)
- Dance (ECM, 1977)
- Lhe Voyage (ECM, 1979)
- Psalm (ECM, 1982)
- The Story of Maryam (Soul Note, 1984)
- Jack of Clubs (Soul Note, 1985)
- It Should'vê Happened a Long Time Ago (ECM, 1985)
- Misterioso (Soul Note, 1986)
- One Time Out (Soul Note, 1987)
- Monk in Motian (JMT, 1988)
- On Broadway Volume 1 (JMT, 1989)
- Bill Evans (JMT, 1990)
- On Broadway Volume 2 (JMT, 1990)
- Motian in Tóquio (JMT, 1991)
- On Broadway Volume 3 (JMT, 1991)
- Paul Motian and the Electric Bebop Band (JMT, 1992)
- Trioism (JMT, 1993)
- Reincarnation of a Love Bi (JMT, 1994)
- Sound of Love (Winter & Winter, 1995 [1997])
- At the Village Vanguard (JMT, 1995)
- Flight of the Blue Jay (Winter & Winter, 1998)
- 2000 + One (Winter & Winter, 1997 [1999])
- Play Monk and Powell (Winter & Winter, 1998 [1999])
- Europe (Winter & Winter, 2000 [2001])
- Holiday for Strings (Winter & Winter, 2001 [2002])
- I Have the Room Above Her (ECM, 2004 [2005])
- Garden of Eden (album)|Garden of Eden (ECM, 2004 [2007])  ECM
- On Broadway Vol. 4 or The Paradox of Continuity (Winter & Winter, 2005)
- Time and Time Again (album)|Time and Time Again (ECM, 2006)
- Live at the Village Vanguard (Winter & Winter, 2006 [2007])
- Live at the Village Vanguard Vol. II (Winter & Winter, 2006 [2008])
- Live at the Village Vanguard Vol. III (Winter & Winter, 2006 [2010])
- On Broadway Volume 5  (2009) Winter & Winter
- Lost in a dream (March 2010)  ECM